# 이라온
이라온(1990년 6월 10일~)은 Raon(라온)이라는 이름으로 활동하는 대한민국의 음악 유튜버이다. 주로 애니메이션이나 인기곡의 커버곡을 중심으로 동영상 올리고 있다.